# Janet Box-Steffensmeier
Janet M. Box-Steffensmeier (16 de noviembre de 1965) es una politóloga estadounidense. Se desempeña como profesora en la Universidad Estatal de Ohio.

## Biografía
Se graduó magna cum laude de Coe College en matemáticas y ciencias políticas y recibió su doctorado de la Universidad de Texas en 1993 con su disertación Candidatos, contribuyentes y estrategia de campaña: ya era hora. En 2008 fue nombrada miembro de la Sociedad de Metodología Política y recibió el Premio Warren E. Miller por Servicio Meritorio a las Ciencias Sociales del Consorcio Interuniversitario de Investigación Política y Social (ICPSR) en 2013. 
En 2017, fue elegido miembro de la Academia Estadounidense de Artes y Ciencias. También fue elegida presidenta de la Asociación Estadounidense de Ciencias Políticas en 2019 y su biografía se publicó en PS: Political Science and Politics. Fue nombrado Profesor Vernal Riffe de Ciencias Políticas en 2003 en la Universidad Estatal de Ohio.